# Tularosa
Tularosa es una villa ubicada en el condado de Otero, Nuevo México, Estados Unidos. Según el censo de 2020, tiene una población de 2553 habitantes.

## Geografía
Está ubicada en las coordenadas 33°4′30″N 106°1′2″O / 33.07500, -106.01722. Según la Oficina del Censo de los Estados Unidos, Tularosa tiene una superficie total de 7,303 km², de la cual 7,30 km² corresponden a tierra firme y 0,003 km² es agua.

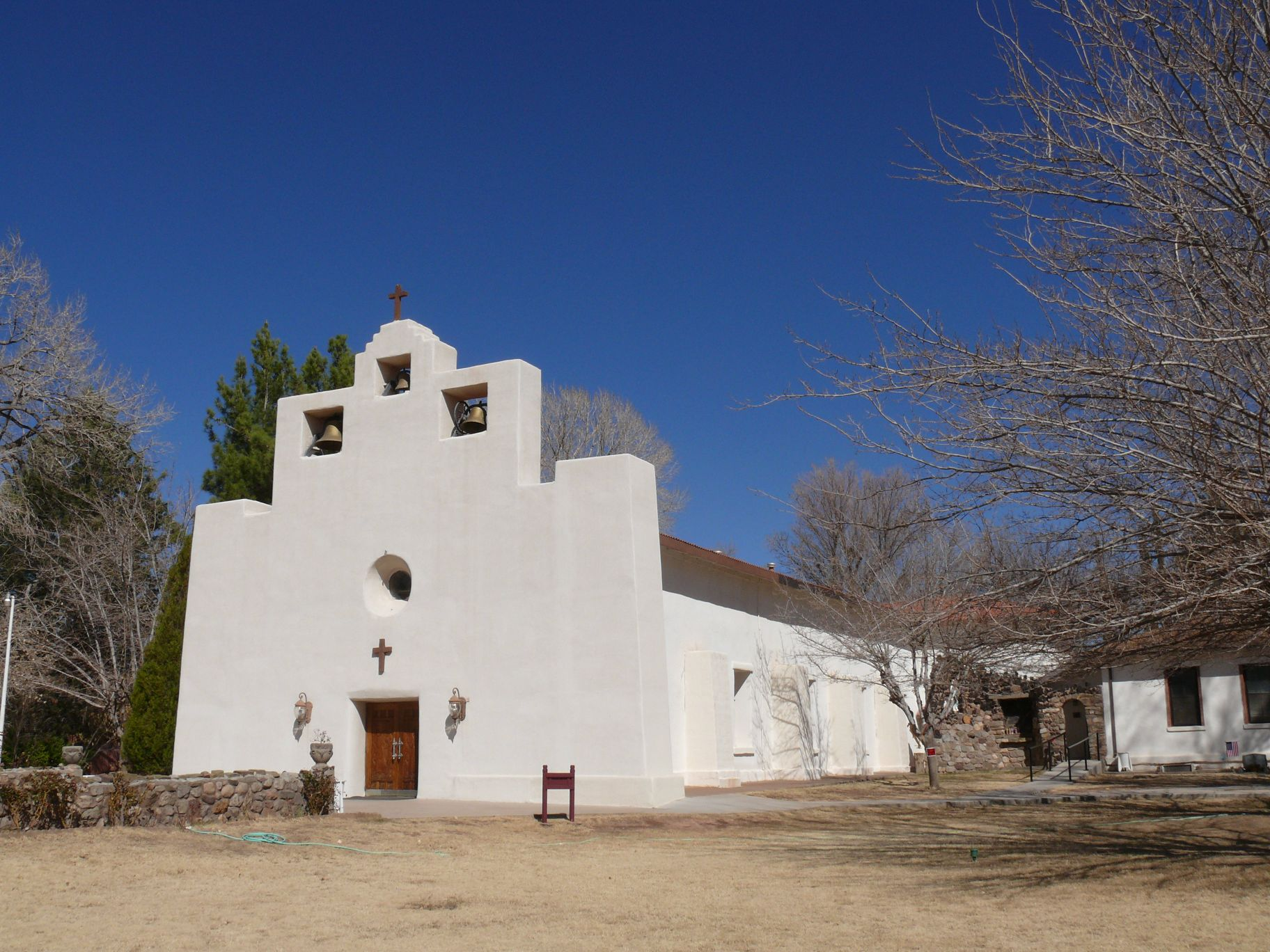
Iglesia San Francis de Paula
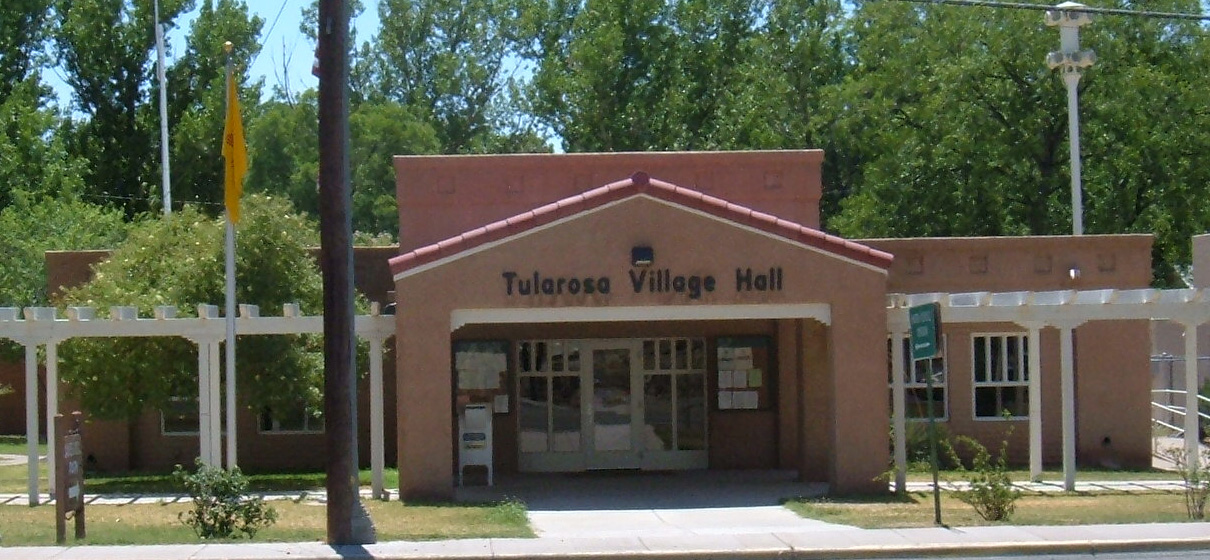
Village hall

## Demografía
Según el censo de 2020, hay 2553 personas residiendo en Tularosa. La densidad de población es de 349,73 hab./km². El 54.37% son blancos, el 1.10% son afroamericanos, el 10.11% son amerindios, el 0.55% son asiáticos, el 0.08% son isleños del Pacífico, el 16.06% son de otras razas y el 17.74% son de dos o más razas. Del total de la población el 52.92% son hispanos o latinos de cualquier raza.